# Molo w Heringsdorfie
Molo w Heringsdorfie – pomost o długości 508 m wychodzący w głąb Morza Bałtyckiego z promenady w Heringsdorfie, w Niemczech.

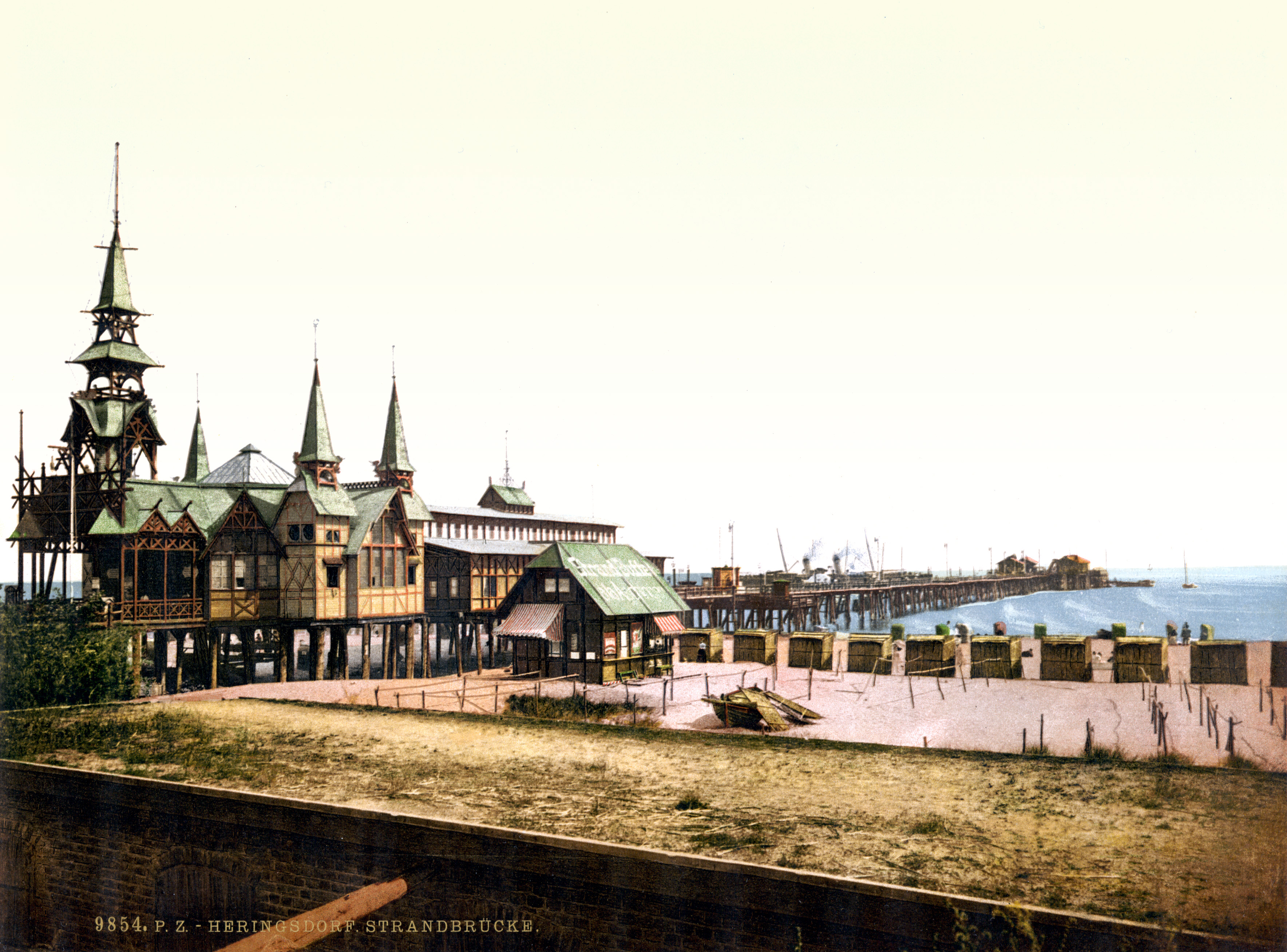
Molo 1895

W latach 1891–1893 w Heringsdorfie zostało wzniesione drewniane molo, które w tamtych czasach było najdłuższe w Europie. Mieszkańcy wyspy Uznam nadali mu imię niemieckiego cesarza Wilhelma (niem. Kaiser Wilhelm Brücke). Cała budowla była bogato zdobiona i oferowała turystom liczne sklepy oraz restauracje. W 1958 roku całe molo zniszczył pożar. Odbudowę obecnego obiektu rozpoczęto dopiero 27 maja 1994 roku. Molo powstało bardzo szybko, gdyż już 3 czerwca 1995 roku zakończono jego budowę. W budynku stojącym na skraju lądu mieści się muzeum muszli, kawiarnia, kino, restauracja, fitness-center, liczne sklepiki oraz letniskowe mieszkania.